# Из Сафо (песня)
«Из Сафо́» — песня Давида Тухманова на стихи Сапфо (Сафо) в переводе Викентия Вересаева из концептуального альбома Тухманова «По волне моей памяти» (1976). Отбор всего литературного материала для альбома, включая стихотворение Сапфо, и фактическое продюсирование альбома были сделаны женой Тухманова Татьяной Сашко. Первая исполнительница песни, получившая всесоюзную неперсонифицируемую известность, — Наталия Капустина (позже — Наташа Шнайдер), чьё имя было изъято с альбома цензурой в связи с последовавшей сразу после его издания эмиграцией в США.

## История
Музыка Давида Тухманова

Слова Сапфо

Перевод Викентия Вересаева

Богу равным кажется мне, по счастью,

Человек, который так близко-близко,

Пред тобой сидит. Твой, звучащий нежно,

Слушает голос и прелестный смех.

У меня при этом,

Перестало сразу бы сердце биться.

Лишь тебя увижу, уж я не в силах

Вымолвить слово, вымолвить слово.

Но немеет подчас язык,

Под кожей быстро легкий жар пробегает,

Смотрят, ничего не видя глаза,

В ушах же — звон непрерывный…

<...>

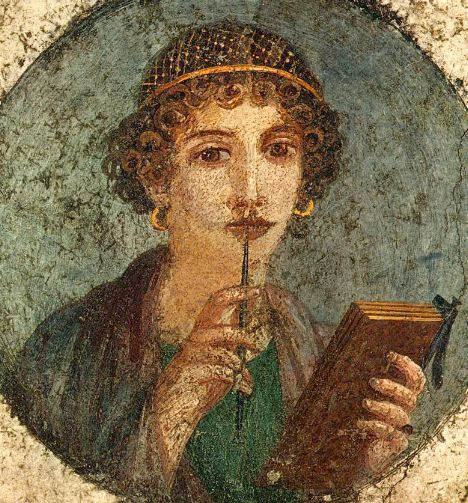
Фреска в Помпеях, так называемая «Сапфо»
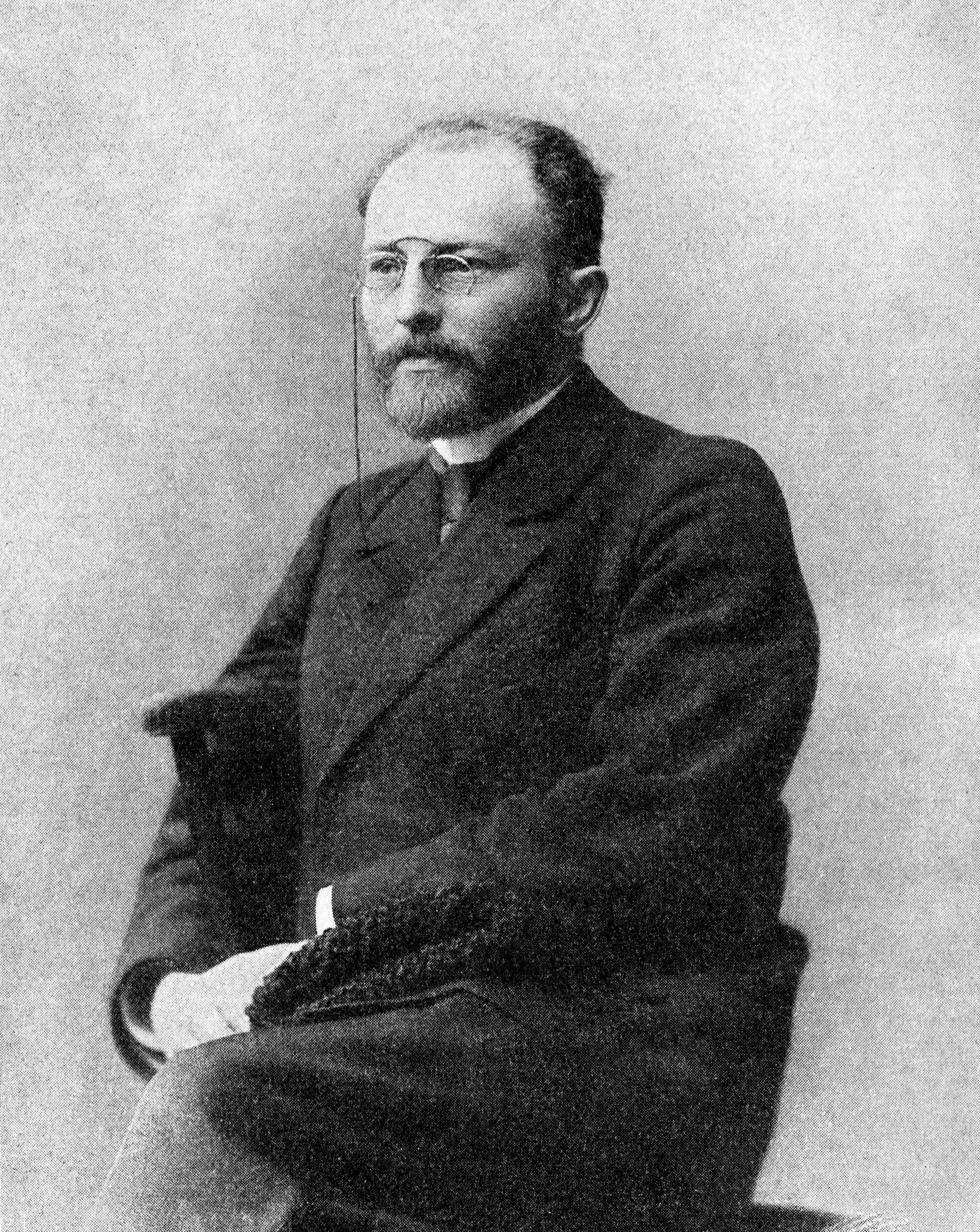
Викентий Вересаев
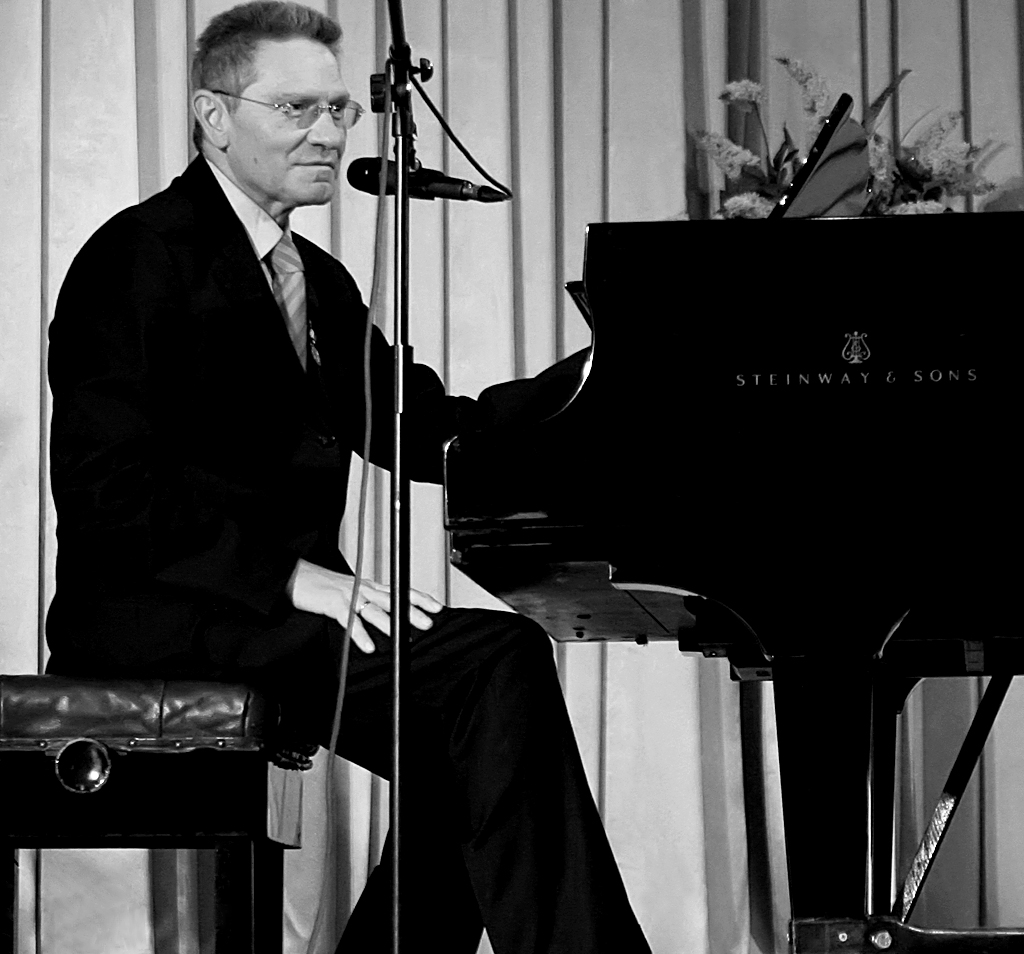
Давид Тухманов
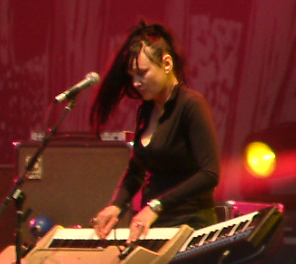
Наталия Капустина (позже — Наташа Шнайдер)

Жена Давида Тухманова и фактический продюсер концептуального альбома «По волне моей памяти» Татьяна Сашко, отбиравшая для него весь литературный материал, выбрала в том числе и стихотворение Сапфо в переводе Викентия Вересаева.
По словам Марины Райковой (после 1976 года выступала под фамилией мужа как Румянцева), в то время солистки вокально-инструментального ансамбля «Акварели», на запись песни «Из Сафо» Татьяна Сашко сначала приглашала её, но поскольку у Райковой были длительные гастроли и времени на запись не было, Сашко пригласила девятнадцатилетнюю Наталию Капустину, с которой Райкова дружила семьями.
В музыкальном фильме «По волне моей памяти», снятом без участия Тухманова в 2006 году к 30-летию выхода альбома «По волне моей памяти», песню пела Лолита Милявская.

## Участники записи 1975—1976 годов
- Борис Пивоваров (гитара)

Первая сторона грампластинки «По волне моей памяти» с записью песни «Из Сафо» (1976)

- Аркадий Фельдбарг (бас-гитара, скрипка)
- Владимир Плоткин (ударные)
- Давид Тухманов (фортепиано, орган, синтезатор, электропиано)
- Медная группа ансамбля «Мелодия» под управлением Георгия Гараняна
- Струнная группа Большого симфонического оркестра Всесоюзного радио и телевидения (дирижёр Константин Кримец)
- Звукорежиссёр Николай Данилин

## Комментарии
1. ↑  На обороте конверта альбома «По волне моей памяти» было написано: «Литературный материал подобран Татьяной Сашко».